# زبان لتونیایی
زبان لتونیایی یا زبان لِتونی (به لتونیایی: latviešu valoda) زبان رسمی کشور لتونی است. ۱٫۴ میلیون نفر در لتونی و نزدیک به ۱۵۰هزار نفر در بیرون این کشور به این زبان سخن می‌گویند.
لتونیایی یک زبان هندواروپایی و از شاخه خاوری زبان‌های بالتیک است. از زبان‌های بالتیک تنها زبان لتونیایی و زبان نزدیک به آن لیتوانیایی به‌جا مانده‌اند. هر چند دگرش میان واژگان این دو زبان، درک گویشوران این دو زبان را نسبت به زبان هم ناشدنی می‌سازد.

## تاریخچه
لتونیایی از آنجا که سیمایی از زبان نیاهندواروپایی را در خود نگاه داشته مورد توجه زبانشناسان است.
پنداشته می‌شود که خانواده زبانی بالتیک پس از جدایش از زبان نیاهندواروپایی با خانواده زبانی اسلاو زبان بالت‌واسلاوی را ساخته‌اند و نزدیک به سده ۱۰ (پیش از میلاد) این دو خانواده زبانی از هم جدا شده‌اند.
میان سال‌های ۴۰۰ تا ۶۰۰ میلادی زبان نیابالتیک به دو نیمه خاوری و باختری شکافته شد. دگرش‌ها میان دو زبان لیتوانیایی و لاتویایی پس از سال ۸۰۰ (میلادی) آغاز شد، در این زمان زبان یگانه پیشین به دو گویش بخش گشت. این گویش‌ها تا زمانی که آن را میان سده‌های ۱۴ تا ۱۷ میلادی برآورد می‌کنند پایدار بود.
در سده ۱۶ زبان لتونیایی از دل زبان لاتگالیایی بیرون آمد و زبان‌های کورونی، سمیگالی و سلونی را نیز در خود حل نمود. همه زبان‌های یادشده از خانواده زبان‌های بالتیک بودند.
کهن‌ترین نمونه شناخته شده از زبان لتونیایی سروده‌ای آیینیست از سال ۱۵۳۰ که از اصل زبان آلمانی اثر به لتونیایی برگردانده شده بوده است.

## لتونیایی و سیاست
در درازای تاریخ لتونی دارای پیوندهای پرآشوبی با کشورهای آلمان، سوئد، روسیه و لهستان بوده است و همواره چهره‌ای چندفرهنگه داشته است. در روند اشغال این سرزمین به دست شوروی میان سال‌های ۱۹۴۰-۱۹۴۱ و سپس ۱۹۴۵-۱۹۹۱ سیاست روسی‌سازی آن دولت اثر بسیاری بر زبان لاتویایی گذارد. در این دو دوره نزدیک به یک‌سوم لتونیایی‌ها تبعید شدند یا آزارهایی دیگر بدان‌ها روا داشتند. همچنین کوچاندن بزرگ مردمانی از روسیه، اوکراین و روسیه سفید از سوی شوروی به لتونی شمار لتونیایی‌زبانان را از ۸۰درصد در سال ۱۹۳۵ به ۵۲درصد در ۱۹۸۹ کاهش داد. بسیاری از این کوچندگان هرگز کوششی در آموختن لتونیایی ننمودند. امروزه شمار کسانی که زبان مادریشان در این کشور لتونیایی است به ۶۰درصد می‌رسد.
پس از استقلال دوباره لتونی در ۱۹۹۱ سیاست نوین آموزشی دربارهٔ زبان لاتویایی طرح شد و آماج نخستین آنان آموزش زبان اقلیت‌ها در سامانه‌ای دو زبانه بود. برخی پژوهشگران این کنش را در زوال زبان لاتویایی اثردار می‌دانند. زبان‌های اقلیت که در سامانه آموزشی لیتوانی آموزانده می‌شوند دربرگیرنده اوکراینی، عبری، بلاروسی، رومانیایی، استونیایی، زبان لهستانی، روسی و لیتوانیایی می‌باشند. در آنجا لاتویایی در جایگاه زبان دوم آموخته‌می‌شود. آماج از این کار این است که اقلیت‌های زبانی به آسانی به جامعه و سیاست لاتویایی وارد شوند و دچار واپس‌ماندگی نگردند.

## خط
از دید تاریخی سامانه نوشتاری لاتویایی از شیوه آوایی زبان آلمانی بهره می‌برده است. در آغاز سده بیستم این شیوه با الفبای لاتین و تغییرهای درخور بهسازی گردید. امروزه لاتویایی دربردارنده ۳۳ حرف است:
A Ā B C Č D E Ē F G Ģ H I Ī J K Ķ L Ļ M N Ņ O P R S Š T U Ū V Z Ž
a ā b c č d e ē f g ģ h i ī j k ķ l ļ m n ņ o p r s š t u ū v z ž

## نمونهٔ زبان
اعلامیه جهانی حقوق بشر، مادهٔ ۱:
تمام افراد بشر آزاد به دنیا می‌آیند و از لحاظ حیثیت و حقوق با هم برابرند، همه دارای عقل و وجدان می‌باشند و باید نسبت به یکدیگر با روح برادری رفتار کنند.